# عمر الساعي
عمر ممدوح إبراهيم محمد الساعي (مواليد 1 يناير 2003) هو لاعب كرة قدم مصري يلعب في مركز خط الوسط لصالح الأهلي المصري وكان عمر يلعب للإسماعيلي قبل انضمامه للأهلي في الانتقالات الصيفية 2024.

## المسيرة الكروية

### بداية المسيرة
بدأ الساعي مشواره الكروي وهو في السابعة من عمره في الإسماعيلي، وبعد ثلاث سنوات اتخذ خطوة ربما كانت مفاجئة لجماهير الدراويش، بالانتقال إلى مدرسة الكرة بالنادي الأهلي ، حيث قضى هناك أيضًا ثلاث سنوات. يملك عمر العديد من الصور بقميص الأهلي، خلال فترة وجوده في النادي، قبل أن يعود مجدداً لصفوف الدراويش في عام 2016. أكد الساعي في تصريحات تلفزيونية سابقة عبر قناة أون تايم سبورتس أنه من مشجعي الإسماعيلي منذ تواجده في قطاع الناشئين، وكان حريصا على النزول لمساندة الدراويش من المدرجات خلال مباريات الفريق الأول. 

### الإسماعيلي
لعب الساعي مع فريقي الناشئين والشباب بالإسماعيلي حتى عام 2022، وتعرض خلال تلك الفترة لإصابة خطيرة في الحوض. بذل الساعي جهدا كبيرا للعودة للمشاركة من جديد، وبالفعل تعافى وبدأ ممارسة كرة القدم بشكل طبيعي. وبعد عودته من الإصابة، تولى أحمد حسام ميدو تدريب الفريق الأول بالإسماعيلي، وطلب الصعود للفريق الأول بأكثر من لاعب، وكان الساعي هو أكثر من لفت انتباه ميدو.
بدأ ميدو يتابع إياد العسقلاني أكثر ويسأل مدربي الشباب عنه، وبالفعل شارك معه لأول مرة في المباراة الأخيرة لموسم 2021/2022 في الشوط الثاني. وشارك الساعي في الموسم التالي مع الإسماعيلي، ولكن على فترات متفاوتة تحت قيادة أحمد حسام ميدو وحمزة الجمل ، وفي نفس الفترة شارك في بطولة كأس الأمم الأفريقية للشباب التي أقيمت في مصر.
لم يسجل أو يصنع خلال موسمه الأول مع الإسماعيلي ، لكن لمساته في الملعب كانت كافية لجعله يظهر كلاعب قد يصبح استثنائيا يوما ما. كان الموسم الذي تلاه هو الانطلاقة الحقيقية لعمر الساعي تحت قيادة إيهاب جلال الذي يعتبره بمثابة الأب الروحي له. يُنسب إلى إيهاب جلال تطوير أدائه وتنمية قدرته على اللعب في أكثر من مركز في وسط الملعب بدلاً من اللعب فقط كصانع ألعاب وهو مركزه الأساسي.
في موسم 2023–24 ، شارك الساعي في 33 مباراة بجميع البطولات، سجل خلالها 4 أهداف وصنع مثلها. وتلقى الساعي عرضا للعب بشكل احترافي في ريد بول سالزبورج النمساوي، لكن المفاوضات لم تكن رسمية ولم تتم الصفقة في النهاية، ثم انتقل إلى الأهلي مقابل 50 مليون جنيه.

### العودة إلى الأهلي
عاد عمر إلى النادي الأهلي كلاعب محترف في 1 سبتمبر 2024 قادماً من الإسماعيلي، ناديه الأول في مسيرته. شارك لأول مرة مع الأهلي أمام العين الإماراتي في كأس الإنتركونتيننتال عندما فاز الأهلي بكأس إفريقيا وآسيا والمحيط الهادئ بثلاثة أهداف سجلها وسام أبو علي وإمام عاشور ومحمد مجدي قفشة . في 26 نوفمبر 2024، شارك لأول مرة في دوري أبطال إفريقيا مع الأهلي ضد ستاد أبيدجان عندما فاز الأهلي 4-2 وسجل محمود كهربا هدفين.

## الإحصائيات

### النادي
آخر تحديث في 1 ديسمبر 2024
| النادي     | الموسم   | الدوري                | الدوري | الدوري  | كأس مصر | كأس مصر | كاس الرابطة المصرية | كاس الرابطة المصرية | افريقيا | افريقيا | أخرى   | أخرى    | المجموع | المجموع |
| النادي     | الموسم   | الدرجة                | الظهور | الأهداف | الظهور  | الأهداف | الظهور              | الأهداف             | الظهور  | الأهداف | الظهور | الأهداف | الظهور  | الأهداف |
| ---------- | -------- | --------------------- | ------ | ------- | ------- | ------- | ------------------- | ------------------- | ------- | ------- | ------ | ------- | ------- | ------- |
| الإسماعيلي | 2021–22  | الدوري المصري الممتاز | 1      | 0       | 0       | 0       | 0                   | 0                   | 0       | 0       | 0      | 0       | 1       | 0       |
| الإسماعيلي | 2022–23  | الدوري المصري الممتاز | 11     | 0       | 0       | 0       | 0                   | 0                   | 0       | 0       | 0      | 0       | 11      | 0       |
| الإسماعيلي | 2023–24  | الدوري المصري الممتاز | 31     | 4       | 2       | 0       | 0                   | 0                   | 0       | 0       | 0      | 0       | 33      | 4       |
| الإسماعيلي | المجموع  | المجموع               | 43     | 4       | 2       | 0       | 0                   | 0                   | 0       | 0       | 0      | 0       | 45      | 4       |
| الاهلي     | 2024–25  | الدوري المصري الممتاز | 0      | 0       | 0       | 0       | 0                   | 0                   | 1       | 0       | 1      | 0       | 2       | 0       |
| الإجمالي   | الإجمالي | الإجمالي              | 43     | 4       | 2       | 0       | 0                   | 0                   | 1       | 0       | 1      | 0       | 47      | 4       |

## الإنجازات
الأهلي
- كأس السوبر المصري : 2024
- كأس إفريقيا وآسيا والمحيط الهادئ : 2024